# Nyctibatrachus danieli
Espèce
Nyctibatrachus danieli est une espèce d'amphibiens de la famille des Nyctibatrachidae.

## Répartition
Cette espèce est endémique du Maharashtra en Inde. Elle se rencontre dans le nord des Ghâts occidentaux. 

## Étymologie
Son nom d'espèce, danieli, lui a été donné en l'honneur de Jivanayakam Cyril Daniel (1927-2011), ancien directeur de la Bombay natural history society, en reconnaissance de sa contribution à l'herpétologie indienne.

## Publication originale
- Biju, Van Bocxlaer, Mahony, Dinesh, Radhakrishnan, Zachariah, Giri & Bossuyt, 2011 : A taxonomic review of the Night Frog genus Nyctibatrachus Boulenger, 1882 in the Western Ghats, India (Anura: Nyctibatrachidae) with description of twelve new species. Zootaxa, no 3029, p. 1-96.